# 囲碁マスターズ
囲碁マスターズ（いごマスターズ、바둑 마스터즈）は、韓国の囲碁の棋戦。2005年に2005囲碁マスターズとして創設し、2007年まで実施。棋士の基金によって実施され、40歳以下の棋士が参加した。戦神戦、帝王戦、女王戦、女神戦、三国志の部門があり、棋士たちによる公開イベントも行われた。
- 主催 韓国棋院
- 後援(三国志) サイバーオロ、タイゼム、エムゲーム

## 戦神戦
2005年から2007年に実施。トーナメント戦で、優勝賞金は2005年は900万ウォン、後2500万ウォン。

### 優勝者と決勝戦
（左が勝者）
1. 2005年 朴正祥 - 元晟溱
2. 2006年 趙漢乗 - 許映皓
3. 2007年 朴廷桓 - 金志錫

## 帝王戦
2005年に実施。男子棋士16名のスイス方式トーナメント4局で行う。
- 優勝者 李映九、2位 柳才馨

## 女王戦
2005年に実施。女流棋士8名のスイス方式トーナメント3局で行う。
- 優勝者 金恩善、2位 金惠敏

## 女神戦
2005年に実施。女流棋士のトーナメント戦で行う。
- 優勝者 金善美、2位 趙惠連

## 三国志
2005年に実施。サイバーオロ、タイゼム、エムゲームの、3チーム各7名による勝ち抜き方式団体戦。優勝チーム賞金は5000万ウォン。
- 優勝 タイゼム（主将:趙漢乗）、2位 エムゲーム（主将:李昌鎬）、3位 サイバーオロ（主将:朴永訓）
- 最多連勝 金主鎬 5連勝（エムゲーム）